# Monastero di Dochiariou
Il monastero di Dochiariou (in greco Δοχειαρίου?) è uno dei venti monasteri della Chiesa ortodossa oggi esistenti nella penisola del Monte Athos, in Grecia.
È situato nella parte ovest della penisola ed occupa il decimo rango nella gerarchia dei monasteri della Santa Montagna, è retto a regola idiorritmica.
È dedicato agli arcangeli Michele e Gabriele, festa votiva l'8 novembre (21 novembre nel calendario gregoriano).
Nel 1990 contava 32 monaci, mentre nel 2011 erano 53.

## Storia
Fu fondato nel X secolo o agli inizi dell'XI secolo da sant'Eutimio di Costantinopoli discepolo di sant'Atanasio. Fu parzialmente ricostruito nel XVI-XVII secolo. Il nome sembra far riferimento a dochiéris cantiniere in greco, che sembra essere stata l'attività del fondatore quanto viveva presso la Grande lavra.

## Patrimonio artistico
Il katholikòn di questo monastero è la più grande chiesa presente sulla penisola. Fu edificato nel 1567 e venne affrescato da Teofane di Creta. Nella chiesa è custodita l'icona della Madonna Gorgoepikoos, (che risponde prontamente).
Nella biblioteca sono custoditi 545 manoscritti di cui 62 pergamene e circa 5 000 volumi stampati.